# Championnats d'Europe de cyclisme sur piste 2022
Navigation
2021 2023
Les Championnats d'Europe de cyclisme sur piste 2022 ont lieu du 11 au 16 août 2022 à Munich, en Allemagne. Les épreuves se tiennent dans un vélodrome provisoire construit dans la « Messe München (de) » (parc des expositions) à Munich. La piste du vélodrome mesure 200 mètres au lieu des 250 mètres traditionnels.
La compétition fait partie des championnats sportifs européens 2022.
Le 16 mars 2022, en réponse à l'invasion de l'Ukraine par la Russie, le conseil d'administration des championnats d'Europe décide d'interdire la participation aux athlètes et officiels russes et biélorusses aux championnats.

## Controverse
Un vélodrome temporaire d'une longueur de 200 mètres (contre environ 250 mètres habituellement) et des tribunes pouvant accueillir jusqu'à 1 700 spectateurs ont été installées dans le hall d'exposition C-1, l'une des plus grandes salles de conférence sans pilier d'Allemagne. La piste est planifiée et construite par la société allemande Velotrack. Cependant, rapidement des athlètes ont pointé du doigt la dangerosité de rouler à plusieurs sur cette piste. La championne olympique allemande Kristina Vogel avait redouté des lourdes chutes, tandis que les sprinteurs stars Harrie Lavreysen et Jeffrey Hoogland ont préféré ne pas s'aligner sur les courses du keirin et de vitesse.

## Programme
NB : le jeudi 11 août, seules les qualifications des épreuves de la vitesse par équipes et de la poursuite par équipes sont au programme. Les finales ont lieu le jour suivant.
| Date             | Finales masculines                                            | Finales féminines                                          |
| ---------------- | ------------------------------------------------------------- | ---------------------------------------------------------- |
| Vendredi 12 août | Course aux points, Poursuite par équipes, vitesse par équipes | Poursuite par équipes, scratch, vitesse par équipes        |
| Samedi 13 août   | Poursuite individuelle, scratch                               | 500 mètres, course à l'élimination, poursuite individuelle |
| Dimanche 14 août | Course à l'élimination, vitesse individuelle                  | Course aux points                                          |
| Lundi 15 août    | Kilomètre, omnium                                             | Omnium, vitesse individuelle                               |
| Mardi 16 août    | Course à l'américaine, keirin                                 | Course à l'américaine, keirin                              |

## Résultats
- (q) signifie que le coureur n'a pas participé à la finale pour la médaille, mais à un tour qualificatif.

### Épreuves masculines
| Épreuves               | Or                                                                                        | Or             | Argent                                                                         | Argent         | Bronze                                                                                   | Bronze         |
| ---------------------- | ----------------------------------------------------------------------------------------- | -------------- | ------------------------------------------------------------------------------ | -------------- | ---------------------------------------------------------------------------------------- | -------------- |
| Kilomètre              | Melvin Landerneau                                                                         | 59 s 975       | Matteo Bianchi                                                                 | 1 min 0 s 089  | Maximilian Dörnbach                                                                      | 1 min 0 s 225  |
| Keirin                 | Sébastien Vigier                                                                          |                | Maximilian Dörnbach                                                            |                | Melvin Landerneau                                                                        |                |
| Vitesse individuelle   | Sébastien Vigier                                                                          |                | Jack Carlin                                                                    |                | Rayan Helal                                                                              |                |
| Vitesse par équipes    | Pays-Bas Jeffrey Hoogland Harrie Lavreysen Roy van den Berg                               | 34 s 639       | France Timmy Gillion Rayan Helal Sébastien Vigier Melvin Landerneau (q)        | 35 s 516       | Grande-Bretagne Jack Carlin Alistair Fielding Hamish Turnbull                            | 35 s 173       |
| Poursuite individuelle | Nicolas Heinrich                                                                          | 4 min 9 s 320  | Davide Plebani                                                                 | 4 min 12 s 924 | Manlio Moro                                                                              | 4 min 15 s 362 |
| Poursuite par équipes  | France Thomas Denis Quentin Lafargue Valentin Tabellion Benjamin Thomas Thomas Boudat (q) | 3 min 50 s 507 | Danemark Carl-Frederik Bévort Tobias Hansen Rasmus Pedersen Robin Juel Skivild | 3 min 51 s 692 | Grande-Bretagne Rhys Britton Kian Emadi Charlie Tanfield Oliver Wood William Tidball (q) | 3 min 54 s 373 |
| Course aux points      | Benjamin Thomas                                                                           | 135 pts        | Robbe Ghys                                                                     | 123 pts        | Vincent Hoppezak                                                                         | 113 pts        |
| Américaine             | Allemagne Roger Kluge Theo Reinhardt                                                      | 101 pts        | France Thomas Boudat Donavan Grondin                                           | 91 pts         | Belgique Robbe Ghys Fabio Van den Bossche                                                | 58 pts         |
| Scratch                | Iúri Leitão                                                                               |                | Moritz Malcharek                                                               |                | Bartosz Rudyk                                                                            |                |
| Omnium                 | Donavan Grondin                                                                           | 150 pts        | Simone Consonni                                                                | 148 pts        | Sebastián Mora                                                                           | 146 pts        |
| Course à l'élimination | Elia Viviani                                                                              |                | Theo Reinhardt                                                                 |                | Jules Hesters                                                                            |                |

### Épreuves féminines
| Épreuves               | Or                                                                | Or             | Argent                                                                                           | Argent         | Bronze                                                               | Bronze         |
| ---------------------- | ----------------------------------------------------------------- | -------------- | ------------------------------------------------------------------------------------------------ | -------------- | -------------------------------------------------------------------- | -------------- |
| 500 mètres             | Emma Hinze                                                        | 32 s 668       | Olena Starikova                                                                                  | 33 s 403       | Miriam Vece                                                          | 33 s 434       |
| Keirin                 | Lea Sophie Friedrich                                              |                | Urszula Łoś                                                                                      |                | Olena Starikova                                                      |                |
| Vitesse individuelle   | Emma Hinze                                                        |                | Mathilde Gros                                                                                    |                | Laurine van Riessen                                                  |                |
| Vitesse par équipes    | Allemagne Lea Sophie Friedrich Pauline Grabosch Emma Hinze        | 38 s 061       | Pays-Bas Shanne Braspennincx Kyra Lamberink Hetty van de Wouw Steffie van der Peet (q)           | 38 s 304       | Pologne Marlena Karwacka Urszula Łoś Nikola Sibiak                   | 39 s 164       |
| Poursuite individuelle | Mieke Kröger                                                      | 3 min 22 s 469 | Lisa Brennauer                                                                                   | 3 min 23 s 566 | Vittoria Guazzini                                                    | 3 min 24 s 813 |
| Poursuite par équipes  | Allemagne Lisa Brennauer Franziska Brauße Mieke Kröger Lisa Klein | 4 min 10 s 872 | Italie Rachele Barbieri Vittoria Guazzini Letizia Paternoster Silvia Zanardi Martina Fidanza (q) | 4 min 11 s 571 | France Victoire Berteau Valentine Fortin Clara Copponi Marion Borras |                |
| Course aux points      | Lotte Kopecky                                                     | 85 pts         | Silvia Zanardi                                                                                   | 53 pts         | Victoire Berteau                                                     | 47 pts         |
| Américaine             | Italie Silvia Zanardi Rachele Barbieri                            | 41 pts         | France Clara Copponi Marion Borras                                                               | 40 pts         | Danemark Amalie Dideriksen Julie Leth                                | 38 pts         |
| Scratch                | Anita Stenberg                                                    |                | Jessica Roberts                                                                                  |                | Nikola Wielowska                                                     |                |
| Omnium                 | Rachele Barbieri                                                  | 174 pts        | Clara Copponi                                                                                    | 171 pts        | Daria Pikulik                                                        | 167 pts        |
| Course à l'élimination | Lotte Kopecky                                                     |                | Pfeiffer Georgi                                                                                  |                | Mylène de Zoete                                                      |                |

## Résultats détaillés

### Hommes

#### Kilomètre
Après avoir signé le meilleur temps des qualifications, Melvin Landerneau s'élance en dernier de la finale et prend la médaille d'or avec un temps de 59 s 975.
- Finale

| Pos                | Nom                       | Pays      | Temps    | Écart  | Notes |
| ------------------ | ------------------------- | --------- | -------- | ------ | ----- |
| Médaille d'or      | Melvin Landerneau         | France    | 59.975   |        |       |
| Médaille d'argent  | Matteo Bianchi            | Italie    | 1:00.089 | +0.114 |       |
| Médaille de bronze | Maximilian Dörnbach       | Allemagne | 1:00.225 | +0.250 |       |
| 4                  | Alejandro Martínez Chorro | Espagne   | 1:00.752 | +0.777 |       |
| 5                  | Rasmus Pedersen           | Danemark  | 1:00.862 | +0.887 |       |
| 6                  | Marc Jurczyk              | Allemagne | 1:00.879 | +0.904 |       |
| 7                  | Quentin Lafargue          | France    | 1:01.030 | +1.055 |       |
| 8                  | Patryk Rajkowski          | Pologne   | 1:01.493 | +1.518 |       |

#### Keirin
- Finale

| Pos                | Nom                 | Pays      | Notes |
| ------------------ | ------------------- | --------- | ----- |
| Médaille d'or      | Sébastien Vigier    | France    |       |
| Médaille d'argent  | Maximilian Dörnbach | Allemagne |       |
| Médaille de bronze | Melvin Landerneau   | France    |       |
| 4                  | Vladyslav Denysenko | Ukraine   |       |
| 5                  | Rafał Sarnecki      | Pologne   |       |
| 6                  | Marc Jurczyk        | Allemagne |       |

- Petite finale

| Pos | Nom                       | Pays            | Notes |
| --- | ------------------------- | --------------- | ----- |
| 7   | Tomáš Bábek               | Tchéquie        |       |
| 8   | Hamish Turnbull           | Grande-Bretagne |       |
| 9   | Svajūnas Jonauskas        | Lituanie        |       |
| 10  | Alejandro Martínez Chorro | Espagne         |       |
| 11  | Sándor Szalontay          | Hongrie         |       |
| 12  | Daniele Napolitano        | Italie          |       |

#### Vitesse
- Finales

| Pos                              | Nom              | Pays        | 1re manche | 2e manche | 3e manche |
| -------------------------------- | ---------------- | ----------- | ---------- | --------- | --------- |
| Match pour la médaille d'or      |                  |             |            |           |           |
| Médaille d'or                    | Sébastien Vigier | France      |            | X         | X         |
| Médaille d'argent                | Jack Carlin      | Royaume-Uni | X          |           |           |
| Match pour la médaille de bronze |                  |             |            |           |           |
| Médaille de bronze               | Rayan Helal      | France      | X          | X         |           |
| 4                                | Hamish Turnbull  | Royaume-Uni |            |           |           |

#### Vitesse par équipes
- Finales

| Pos                              | Équipe                                                        | Temps  | Écart  | Notes |
| -------------------------------- | ------------------------------------------------------------- | ------ | ------ | ----- |
| Match pour la médaille d'or      |                                                               |        |        |       |
| Médaille d'or                    | Pays-Bas Jeffrey Hoogland Harrie Lavreysen Roy van den Berg   | 34.639 |        |       |
| Médaille d'argent                | France Timmy Gillion Rayan Helal Sébastien Vigier             | 35.516 | +0.877 |       |
| Match pour la médaille de bronze |                                                               |        |        |       |
| Médaille de bronze               | Grande-Bretagne Jack Carlin Alistair Fielding Hamish Turnbull | 35.173 |        |       |
| 4                                | Pologne Patryk Rajkowski Mateusz Rudyk Rafał Sarnecki         | 35.850 | +0.677 |       |

#### Poursuite individuelle
- Finales

| Course pour la médaille d'or      |                  |                 |          |        |  |
| Médaille d'or                     | Nicolas Heinrich | Allemagne       | 4:09.320 |        |  |
| Médaille d'argent                 | Davide Plebani   | Italie          | 4:12.924 | +3.604 |  |
| Course pour la médaille de bronze |                  |                 |          |        |  |
| Médaille de bronze                | Manlio Moro      | Italie          | 4:15.362 |        |  |
| 4                                 | Charlie Tanfield | Grande-Bretagne | 4:15.503 | +0.141 |  |

#### Poursuite par équipes
- Finales

| Pos                              | Équipe                                                                         | Temps    | Écart  | Notes |
| -------------------------------- | ------------------------------------------------------------------------------ | -------- | ------ | ----- |
| Match pour la médaille d'or      |                                                                                |          |        |       |
| Médaille d'or                    | France Thomas Denis Quentin Lafargue Valentin Tabellion Benjamin Thomas        | 3:50.507 |        |       |
| Médaille d'argent                | Danemark Carl-Frederik Bévort Tobias Hansen Rasmus Pedersen Robin Juel Skivild | 3:51.692 | +1.185 |       |
| Match pour la médaille de bronze |                                                                                |          |        |       |
| Médaille de bronze               | Grande-Bretagne Rhys Britton Kian Emadi Charlie Tanfield Oliver Wood           | 3:54.373 |        |       |
| 4                                | Allemagne Tobias Buck-Gramcko Nicolas Heinrich Theo Reinhardt Leon Rohde       | 3:55.841 | +1.468 |       |

#### Course aux points
| Pos                | Nom                    | Pays            | Points au tour | Points au sprint | Ordre à l'arrivée | Total   |
| ------------------ | ---------------------- | --------------- | -------------- | ---------------- | ----------------- | ------- |
| Médaille d'or      | Benjamin Thomas        | France          | 80             | 55               | 1                 | 135     |
| Médaille d'argent  | Robbe Ghys             | Belgique        | 80             | 43               | 6                 | 123     |
| Médaille de bronze | Vincent Hoppezak       | Pays-Bas        | 100            | 13               | 13                | 113     |
| 4                  | Roger Kluge            | Allemagne       | 80             | 24               | 17                | 104     |
| 5                  | Matteo Donegà          | Italie          | 80             | 12               | 8                 | 92      |
| 6                  | Diogo Narciso          | Portugal        | 80             | 9                | 7                 | 89      |
| 7                  | Albert Torres          | Espagne         | 40             | 18               | 2                 | 58      |
| 8                  | Mykyta Yakovlev        | Ukraine         | 40             | 12               | 10                | 52      |
| 9                  | Jan Voneš              | Tchéquie        | 40             | 11               | 3                 | 51      |
| 10                 | Gustav Johansson       | Suède           | 40             | 4                | 12                | 44      |
| 11                 | Bertold Drijver        | Hongrie         | 20             | 0                | 9                 | 20      |
| 12                 | Wojtek Pszczolarski    | Pologne         | 0              | 11               | 15                | 11      |
| 13                 | Vladislav Logionov     | Israël          | –20            | 5                | 4                 | –15     |
| 14                 | Daniel Crista          | Roumanie        | –20            | 5                | 5                 | –15     |
| 15                 | Maximilian Schmidbauer | Autriche        | –20            | 3                | 11                | –17     |
| 16                 | Stepan Grigoryan       | Arménie         | –20            | 1                | 18                | –19     |
| 17                 | Martin Chren           | Slovaquie       | –20            | 0                | 14                | –20     |
| 18                 | William Tidball        | Grande-Bretagne | –60            | 0                | 16                | –60     |
|                    | Dominik Bieler         | Suisse          | 0              | 0                | –                 | Abandon |
| Vitālijs Korņilovs | Lettonie               | –40             | 0              |                  | –                 | Abandon |

#### Américaine
| Pos                           | Nom                               | Pays            | Points au tour | Points au sprint | Ordre à l'arrivée | Total   |
| ----------------------------- | --------------------------------- | --------------- | -------------- | ---------------- | ----------------- | ------- |
| Médaille d'or                 | Roger Kluge Theo Reinhardt        | Allemagne       | 20             | 81               | 4                 | 101     |
| Médaille d'argent             | Thomas Boudat Donavan Grondin     | France          | 20             | 71               | 1                 | 91      |
| Médaille de bronze            | Robbe Ghys Fabio Van den Bossche  | Belgique        | 20             | 38               | 6                 | 58      |
| 4                             | Diogo Narciso Iúri Leitão         | Portugal        | 20             | 23               | 3                 | 43      |
| 5                             | Sebastián Mora Albert Torres      | Espagne         | 0              | 28               | 2                 | 28      |
| 6                             | Elia Viviani Michele Scartezzini  | Italie          | 0              | 10               | 5                 | 10      |
| 7                             | Yoeri Havik Jan-Willem van Schip  | Pays-Bas        | –20            | 23               | 8                 | 3       |
| 8                             | Tobias Hansen Robin Juel Skivild  | Danemark        | –20            | 5                | 7                 | –15     |
| 9                             | Wojtek Pszczolarski Bartosz Rudyk | Pologne         | –40            | 0                | 9                 | –40     |
|                               | Rhys Britton William Tidball      | Grande-Bretagne | –20            | 4                | –                 | Abandon |
| Daniel Babor Denis Rugovac    | Tchéquie                          | –40             | 3              |                  | –                 | Abandon |
| Valère Thiébaud Claudio Imhof | Suisse                            | –60             | 0              |                  | –                 | Abandon |
| Roman Gladysh Maksym Vasyliev | Ukraine                           | –40             | 0              |                  | –                 | Abandon |
| Tim Wafler Felix Ritzinger    | Autriche                          | –40             | 0              |                  | –                 | Abandon |
| Rotem Tene Vladislav Logionov | Israël                            | –40             | 0              |                  | –                 | Abandon |

#### Scratch
| Pos                | Nom              | Pays            | Tours   |
| ------------------ | ---------------- | --------------- | ------- |
| Médaille d'or      | Iúri Leitão      | Portugal        |         |
| Médaille d'argent  | Moritz Malcharek | Allemagne       | –2      |
| Médaille de bronze | Roy Eefting      | Pays-Bas        | –2      |
| 4                  | Mattia Pinazzi   | Italie          | –2      |
| 5                  | Jules Hesters    | Belgique        | –2      |
| 6                  | Donavan Grondin  | France          | –2      |
| 7                  | Rotem Tene       | Israël          | –2      |
| 8                  | Tim Wafler       | Autriche        | –2      |
| 9                  | Rasmus Pedersen  | Danemark        | –2      |
| 10                 | Dominik Bieler   | Suisse          | –2      |
| 11                 | Albert Torres    | Espagne         | –2      |
| 12                 | Rhys Britton     | Grande-Bretagne | –2      |
| 13                 | Daniel Crista    | Roumanie        | –2      |
| 14                 | Roman Gladysh    | Ukraine         | –2      |
| 15                 | Bartosz Rudyk    | Pologne         | –2      |
| 16                 | Daniel Babor     | Tchéquie        | –2      |
| 17                 | Martin Chren     | Slovaquie       | –3      |
|                    | Galin Dimitrov   | Bulgarie        | Abandon |
| Gergő Orosz        | Hongrie          |                 | Abandon |
| Vitālijs Korņilovs | Lettonie         |                 | Abandon |

#### Omnium
- Course aux points et classement final

| Rang               | Nom                   | Pays            | Scratch | Tempo | Elim. | Sous-total | Points au tour | Points au sprint | Ordre à l'arrivée | Points total |
| ------------------ | --------------------- | --------------- | ------- | ----- | ----- | ---------- | -------------- | ---------------- | ----------------- | ------------ |
| Médaille d'or      | Donavan Grondin       | France          | 30      | 24    | 40    | 94         | 20             | 36               | 2                 | 150          |
| Médaille d'argent  | Simone Consonni       | Italie          | 28      | 40    | 34    | 102        | 20             | 26               | 3                 | 148          |
| Médaille de bronze | Sebastián Mora        | Espagne         | 34      | 38    | 36    | 108        | 20             | 18               | 4                 | 146          |
| 4                  | Philip Heijnen        | Pays-Bas        | 32      | 26    | 30    | 88         | 20             | 25               | 1                 | 133          |
| 5                  | Daniel Staniszewski   | Pologne         | 38      | 32    | 26    | 96         | 20             | 12               | 5                 | 128          |
| 6                  | Fabio Van den Bossche | Belgique        | 40      | 36    | 24    | 100        | 20             | 5                | 14                | 125          |
| 7                  | Simon Vitzthum        | Suisse          | 36      | 22    | 32    | 90         | 0              | 3                | 6                 | 93           |
| 8                  | Oliver Wood           | Grande-Bretagne | 24      | 30    | 38    | 92         | 0              | 0                | 10                | 92           |
| 9                  | Moritz Malcharek      | Allemagne       | 20      | 20    | 28    | 68         | 20             | 3                | 12                | 91           |
| 10                 | Tobias Hansen         | Danemark        | 26      | 28    | 22    | 76         | 0              | 12               | 8                 | 88           |
| 11                 | Tim Wafler            | Autriche        | 18      | 34    | 20    | 72         | 0              | 2                | 13                | 74           |
| 12                 | Daniel Dias           | Portugal        | 22      | 18    | 18    | 58         | 0              | 0                | 9                 | 58           |
| 13                 | Gustav Johansson      | Suède           | 16      | 16    | 14    | 46         | 0              | 0                | 15                | 46           |
| 14                 | Daniel Crista         | Roumanie        | 14      | 14    | 16    | 44         | 0              | 1                | 7                 | 45           |
| 15                 | Alon Yogev            | Israël          | 12      | 12    | 10    | 34         | 0              | 0                | 11                | 34           |
| 16                 | Stepan Grigoryan      | Arménie         | 10      | 10    | 12    | 32         | –60            | 0                | 16                | –28          |

#### Course à l'élimination
| Pos                | Nom                   | Pays            |
| ------------------ | --------------------- | --------------- |
| Médaille d'or      | Elia Viviani          | Italie          |
| Médaille d'argent  | Theo Reinhardt        | Allemagne       |
| Médaille de bronze | Jules Hesters         | Belgique        |
| 4                  | Yoeri Havik           | Pays-Bas        |
| 5                  | William Tidball       | Grande-Bretagne |
| 6                  | Daniel Staniszewski   | Pologne         |
| 7                  | Alex Vogel            | Suisse          |
| 8                  | Valentin Tabellion    | France          |
| 9                  | Tobias Aagaard Hansen | Danemark        |
| 10                 | Pavol Rovder          | Slovaquie       |
| 11                 | Erik Martorell        | Espagne         |
| 12                 | Jan Voneš             | Tchéquie        |
| 13                 | Daniel Dias           | Portugal        |
| 14                 | Maksym Vasyliev       | Ukraine         |
| 15                 | Rotem Tene            | Israël          |
| 16                 | Gergő Orosz           | Hongrie         |

### Femmes

#### 500 mètres
- Finale

| Pos                | Nom                      | Pays      | Temps           | Écart           | Notes           |
| ------------------ | ------------------------ | --------- | --------------- | --------------- | --------------- |
| Médaille d'or      | Emma Hinze               | Allemagne | 32.668          |                 |                 |
| Médaille d'argent  | Olena Starikova          | Ukraine   | 33.403          | +0.735          |                 |
| Médaille de bronze | Miriam Vece              | Italie    | 33.434          | +0.766          |                 |
| 4                  | Steffie van der Peet     | Pays-Bas  | 33.673          | +1.005          |                 |
| 5                  | Pauline Grabosch         | Allemagne | 33.684          | +1.016          |                 |
| 6                  | Urszula Łoś              | Pologne   | 33.685          | +1.017          |                 |
| 7                  | Kyra Lamberink           | Pays-Bas  | 34.042          | +1.374          |                 |
|                    | Taky Marie-Divine Kouamé | France    | N'a pas terminé | N'a pas terminé | N'a pas terminé |

#### Keirin
- Finale

| Pos                | Nom                  | Pays            | Notes |
| ------------------ | -------------------- | --------------- | ----- |
| Médaille d'or      | Lea Sophie Friedrich | Allemagne       |       |
| Médaille d'argent  | Urszula Łoś          | Pologne         |       |
| Médaille de bronze | Olena Starikova      | Ukraine         |       |
| 4                  | Nicky Degrendele     | Belgique        |       |
| 5                  | Mathilde Gros        | France          |       |
| 6                  | Sophie Capewell      | Grande-Bretagne |       |

- Petite finale

| Pos | Nom                      | Pays     | Notes |
| --- | ------------------------ | -------- | ----- |
| 7   | Laurine van Riessen      | Pays-Bas |       |
| 8   | Marlena Karwacka         | Pologne  |       |
| 9   | Veronika Jaborníková     | Tchéquie |       |
| 10  | Helena Casas             | Espagne  |       |
| 11  | Taky Marie-Divine Kouamé | France   |       |
| 12  | Orla Walsh               | Irlande  |       |

#### Vitesse
- Finales

| Pos                              | Nom                  | Pays      | 1re manche | 2e manche | 3e manche |
| -------------------------------- | -------------------- | --------- | ---------- | --------- | --------- |
| Match pour la médaille d'or      |                      |           |            |           |           |
| Médaille d'or                    | Emma Hinze           | Allemagne | X          |           | X         |
| Médaille d'argent                | Mathilde Gros        | France    |            | X         |           |
| Match pour la médaille de bronze |                      |           |            |           |           |
| Médaille de bronze               | Laurine van Riessen  | Pays-Bas  | X          | X         |           |
| 4                                | Lea Sophie Friedrich | Allemagne |            |           |           |

#### Vitesse par équipes
- Finales

| Pos                              | Équipe                                                        | Temps  | Écart  | Notes |
| -------------------------------- | ------------------------------------------------------------- | ------ | ------ | ----- |
| Match pour la médaille d'or      |                                                               |        |        |       |
| Médaille d'or                    | Allemagne Lea Sophie Friedrich Pauline Grabosch Emma Hinze    | 38.061 |        |       |
| Médaille d'argent                | Pays-Bas Shanne Braspennincx Kyra Lamberink Hetty van de Wouw | 38.304 | +0.243 |       |
| Match pour la médaille de bronze |                                                               |        |        |       |
| Médaille de bronze               | Pologne Marlena Karwacka Urszula Łoś Nikola Sibiak            | 39.164 |        |       |
| 4                                | France Mathilde Gros Taky Marie-Divine Kouamé Julie Michaux   | 39.341 | +0.177 |       |

#### Poursuite individuelle
- Finales

| Course pour la médaille d'or      |                   |                 |          |        |  |
| Médaille d'or                     | Mieke Kröger      | Allemagne       | 3:22.469 |        |  |
| Médaille d'argent                 | Lisa Brennauer    | Allemagne       | 3:23.566 | +1.097 |  |
| Course pour la médaille de bronze |                   |                 |          |        |  |
| Médaille de bronze                | Vittoria Guazzini | Italie          | 3:24.813 |        |  |
| 4                                 | Josie Knight      | Grande-Bretagne | 3:27.523 | +2.710 |  |

#### Poursuite par équipes
- Finales

| Pos                              | Équipe                                                                        | Temps    | Écart  | Notes |
| -------------------------------- | ----------------------------------------------------------------------------- | -------- | ------ | ----- |
| Match pour la médaille d'or      |                                                                               |          |        |       |
| Médaille d'or                    | Allemagne Franziska Brauße Lisa Brennauer Mieke Kröger Lisa Klein             | 4:10.872 |        |       |
| Médaille d'argent                | Italie Rachele Barbieri Martina Fidanza Vittoria Guazzini Letizia Paternoster | 4.11:571 | +0.699 |       |
| Match pour la médaille de bronze |                                                                               |          |        |       |
| Médaille de bronze               | France Victoire Berteau Marion Borras Clara Copponi Valentine Fortin          |          |        |       |
| 4                                | Grande-Bretagne Neah Evans Josie Knight Anna Morris Jessica Roberts           | OVL      |        |       |

#### Course aux points
| Pos                | Nom                    | Pays            | Points au tour | Points au sprint | Ordre à l'arrivée | Total   |
| ------------------ | ---------------------- | --------------- | -------------- | ---------------- | ----------------- | ------- |
| Médaille d'or      | Lotte Kopecky          | Belgique        | 60             | 25               | 13                | 85      |
| Médaille d'argent  | Silvia Zanardi         | Italie          | 20             | 33               | 2                 | 53      |
| Médaille de bronze | Victoire Berteau       | France          | 20             | 27               | 1                 | 47      |
| 4                  | Julie Leth             | Danemark        | 20             | 10               | 5                 | 30      |
| 5                  | Neah Evans             | Grande-Bretagne | 0              | 25               | 3                 | 25      |
| 6                  | Daniela Campos         | Portugal        | 20             | 0                | 8                 | 20      |
| 7                  | Hanna Solovey          | Ukraine         | 20             | 0                | 10                | 20      |
| 8                  | Anita Stenberg         | Norvège         | 0              | 8                | 7                 | 8       |
| 9                  | Mia Griffin            | Irlande         | 0              | 7                | 6                 | 7       |
| 10                 | Lonneke Uneken         | Pays-Bas        | 0              | 0                | 14                | 0       |
| 11                 | Nikol Płosaj           | Pologne         | –20            | 2                | 4                 | –18     |
| 12                 | Lena Charlotte Reißner | Allemagne       | –20            | 1                | 9                 | –19     |
| 13                 | Kathrin Schweinberger  | Autriche        | –40            | 3                | 12                | –37     |
| 14                 | Ziortza Isasi          | Espagne         | –60            | 2                | 11                | –58     |
|                    | Johanna Kitti Borissza | Hongrie         | –20            | 0                | –                 | Abandon |
| Léna Mettraux      | Suisse                 | –20             | 0              |                  | –                 | Abandon |
| Tereza Medvedová   | Slovaquie              | –20             | 0              |                  | –                 | Abandon |

#### Américaine
| Pos                | Nom                                    | Pays            | Points au tour | Points au sprint | Ordre à l'arrivée | Total |
| ------------------ | -------------------------------------- | --------------- | -------------- | ---------------- | ----------------- | ----- |
| Médaille d'or      | Silvia Zanardi Rachele Barbieri        | Italie          | 0              | 41               | 2                 | 41    |
| Médaille d'argent  | Clara Copponi Marion Borras            | France          | 0              | 40               | 3                 | 40    |
| Médaille de bronze | Amalie Dideriksen Julie Leth           | Danemark        | 0              | 38               | 1                 | 38    |
| 4                  | Pfeiffer Georgi Neah Evans             | Grande-Bretagne | 20             | 16               | 5                 | 36    |
| 5                  | Daria Pikulik Wiktoria Pikulik         | Pologne         | 0              | 29               | 4                 | 29    |
| 6                  | Lea Lin Teutenberg Franziska Brausse   | Allemagne       | 0              | 6                | 6                 | 6     |
| 7                  | Michelle Andres Aline Seitz            | Suisse          | –20            | 2                | 7                 | –18   |
| 8                  | Lonneke Uneken Marit Raaijmakers       | Pays-Bas        | –40            | 4                | 8                 | –36   |
| 9                  | Mia Griffin Lara Gillespie             | Irlande         | –40            | 0                | 10                | –40   |
| 10                 | Katrijn De Clercq Marith Vanhove       | Belgique        | –120           | 0                | 11                | –120  |
| 11                 | Tania Calvo Eva Anguela                | Espagne         | –140           | 0                | 9                 | –140  |
| 12                 | Verena Eberhardt Kathrin Schweinberger | Autriche        | –140           | 0                | 12                | –140  |

#### Scratch
| Pos                | Nom                    | Pays            | Tours |
| ------------------ | ---------------------- | --------------- | ----- |
| Médaille d'or      | Anita Stenberg         | Norvège         |       |
| Médaille d'argent  | Jessica Roberts        | Grande-Bretagne |       |
| Médaille de bronze | Nikola Wielowska       | Pologne         |       |
| 4                  | Maria Martins          | Portugal        |       |
| 5                  | Maike van der Duin     | Pays-Bas        |       |
| 6                  | Petra Ševčíková        | Tchéquie        |       |
| 7                  | Aline Seitz            | Suisse          |       |
| 8                  | Katrijn De Clercq      | Belgique        |       |
| 9                  | Emily Kay              | Irlande         |       |
| 10                 | Argiro Milaki          | Grèce           |       |
| 11                 | Martina Fidanza        | Italie          |       |
| 12                 | Kathrin Schweinberger  | Autriche        |       |
| 13                 | Tania Calvo            | Espagne         |       |
| 14                 | Kseniia Fedotova       | Ukraine         |       |
| 15                 | Lea Lin Teutenberg     | Allemagne       |       |
| 16                 | Jade Labastugue        | France          |       |
| 17                 | Olivija Baleišytė      | Lituanie        |       |
| 18                 | Johanna Kitti Borissza | Hongrie         |       |
| 19                 | Alžbeta Bačíková       | Slovaquie       |       |

#### Omnium
- Course aux points et classement final[56]

| Rang                   | Nom                | Pays            | Scratch | Tempo | Elim. | Sous-total | Points au tour | Points au sprint | Ordre à l'arrivée | Points total |
| ---------------------- | ------------------ | --------------- | ------- | ----- | ----- | ---------- | -------------- | ---------------- | ----------------- | ------------ |
| Médaille d'or          | Rachele Barbieri   | Italie          | 38      | 34    | 34    | 106        | 60             | 8                | 12                | 174          |
| Médaille d'argent      | Clara Copponi      | France          | 34      | 40    | 40    | 114        | 40             | 17               | 6                 | 171          |
| Médaille de bronze     | Daria Pikulik      | Pologne         | 40      | 38    | 32    | 110        | 40             | 17               | 11                | 167          |
| 4                      | Lotte Kopecky      | Belgique        | 26      | 26    | 38    | 90         | 40             | 3                | 5                 | 133          |
| 5                      | Maike van der Duin | Pays-Bas        | 32      | 32    | 22    | 86         | 40             | 7                | 7                 | 133          |
| 6                      | Lea Lin Teutenberg | Allemagne       | 30      | 18    | 30    | 78         | 40             | 8                | 13                | 126          |
| 7                      | Pfeiffer Georgi    | Grande-Bretagne | 22      | 30    | 36    | 88         | 20             | 16               | 2                 | 124          |
| 8                      | Amalie Dideriksen  | Danemark        | 28      | 36    | 26    | 90         | 20             | 10               | 1                 | 120          |
| 9                      | Anita Stenberg     | Norvège         | 24      | 24    | 10    | 58         | 40             | 15               | 3                 | 113          |
| 10                     | Emily Kay          | Irlande         | 36      | 28    | 24    | 88         | 20             | 5                | 5                 | 113          |
| 11                     | Maria Martins      | Portugal        | 6       | 22    | 28    | 56         | 20             | 5                | 4                 | 77           |
| 12                     | Aline Seitz        | Suisse          | 20      | 20    | 12    | 52         | 0              | 2                | 9                 | 54           |
| 13                     | Petra Ševčíková    | Tchéquie        | 18      | 12    | 18    | 48         | 0              | 0                | 10                | 48           |
| 14                     | Tania Calvo        | Espagne         | 16      | 10    | 16    | 42         | 0              | 0                | 6                 | 42           |
| 15                     | Verena Eberhardt   | Autriche        | 12      | 14    | 2     | 28         | 0              | 5                | 11                | 33           |
| 16                     | Olivija Baleišytė  | Lituanie        | 14      | 8     | 20    | 42         | –20            | 1                | 10                | 23           |
| 17                     | Alžbeta Bačíková   | Slovaquie       | 8       | 4     | 14    | 26         | –20            | 0                | 11                | 6            |
|                        | Hanna Solovey      | Ukraine         | 10      | 10    | 12    | 32         | –              | –                | –                 | Abandon      |
| Argiro Milaki          | Grèce              | 10              | 10      | 12    | 32    |            | –              | –                | –                 | Abandon      |
| Johanna Kitti Borissza | Hongrie            | 10              | 10      | 12    | 32    |            | –              | –                | –                 | Abandon      |

#### Course à l'élimination
| Pos                | Nom                 | Pays            |
| ------------------ | ------------------- | --------------- |
| Médaille d'or      | Lotte Kopecky       | Belgique        |
| Médaille d'argent  | Pfeiffer Georgi     | Grande-Bretagne |
| Médaille de bronze | Mylène de Zoete     | Pays-Bas        |
| 4                  | Valentine Fortin    | France          |
| 5                  | Michelle Andres     | Suisse          |
| 6                  | Olivija Baleišytė   | Lituanie        |
| 7                  | Lea Lin Teutenberg  | Allemagne       |
| 8                  | Alžbeta Bačíková    | Slovaquie       |
| 9                  | Patrycja Lorkowska  | Pologne         |
| 10                 | Argiro Milaki       | Grèce           |
| 11                 | Alice Sharpe        | Irlande         |
| 12                 | Letizia Paternoster | Italie          |
| 12                 | Kateřina Kohoutková | Tchéquie        |
| 12                 | Eukene Larrarte     | Espagne         |
| 15                 | Verena Eberhardt    | Autriche        |
| 16                 | Daniela Campos      | Portugal        |
| 17                 | Kseniia Fedotova    | Ukraine         |

## Tableau des médailles
| Rang  | Nation          | Or | Argent | Bronze | Total |
| ----- | --------------- | -- | ------ | ------ | ----- |
| 1     | Allemagne       | 8  | 4      | 1      | 13    |
| 2     | France          | 6  | 5      | 4      | 15    |
| 3     | Italie          | 3  | 5      | 3      | 11    |
| 4     | Belgique        | 2  | 1      | 2      | 5     |
| 5     | Pays-Bas        | 1  | 1      | 3      | 5     |
| 6     | Norvège         | 1  | 0      | 0      | 1     |
| 6     | Portugal        | 1  | 0      | 0      | 1     |
| 8     | Grande-Bretagne | 0  | 3      | 2      | 5     |
| 9     | Pologne         | 0  | 1      | 4      | 5     |
| 10    | Danemark        | 0  | 1      | 1      | 2     |
| 10    | Ukraine         | 0  | 1      | 1      | 2     |
| 12    | Espagne         | 0  | 0      | 1      | 1     |
| Total | Total           | 22 | 22     | 22     | 66    |